# World Professional Darts Championship 2001
De Embassy World Professional Darts Championship 2001 was de 24e editie van het internationale dartstoernooi World Professional Darts Championship en werd gehouden van 6 januari 2001 tot en met 14 januari 2001 in het Engelse Frimley Green. De World Professional Darts Championship kan worden gezien als het wereldkampioenschap voor de British Darts Organisation, BDO, een van de twee toonaangevende dartsbonden in de wereld. Hierdoor is dit toernooi het belangrijkste toernooi dat onderdeel uitmaakt van diezelfde BDO.
Dit jaar werd er voor het eerst naast het mannentoernooi ook een vrouwentoernooi gespeeld op de World Professional Darts Championship. Er waren maar 4 deelnemers aan dit vrouwentoernooi.

## Prijzengeld

### Mannen
Het totale prijzengeld bedroeg £189.000,- (plus £52.000 voor een 9-darter (niet gewonnen)) en was als volgt verdeeld:
| Plaats                | Prijzengeld |
| --------------------- | ----------- |
| Winnaar               | £46.000     |
| Runner-up             | £23.000     |
| Halvefinalist         | £10.000     |
| Kwartfinalist         | £5.000      |
| 2e ronde              | £3.900      |
| 1e ronde              | £2.600      |
| Niet-gekwalificeerden | £?          |

Degene met de hoogste check-out (uitgooi) kreeg £2.000:
- 167 - Steve Coote £2.000

### Vrouwen
Het totale prijzengeld bedroeg £8.300,- (plus £12.000 voor een 9-darter (niet gewonnen)) en was als volgt verdeeld:
| Plaats        | Prijzengeld |
| ------------- | ----------- |
| Winnaar       | £4.000      |
| Runner-up     | £2.000      |
| Halvefinalist | £1.000      |
| ?             | £300        |

## Alle wedstrijden

### Mannen

#### Eerste ronde (best of 5 sets)
| John Walton           | Engeland  | - | Ritchie Davies   | Wales         | 3 - 1 |
| Mervyn King           | Engeland  | - | Chris Mason      | Engeland      | 3 - 2 |
| Jez Porter            | Engeland  | - | Davy Richardson  | Engeland      | 3 - 2 |
| Marko Pusa            | Finland   | - | Colin Monk       | Engeland      | 3 - 2 |
| Wayne Mardle          | Engeland  | - | Steve Coote      | Engeland      | 3 - 2 |
| Co Stompé             | Nederland | - | Andy Smith       | Engeland      | 3 - 1 |
| Martin Adams          | Engeland  | - | Erik Clarys      | België        | 3 - 1 |
| Ronnie Baxter         | Engeland  | - | Mitchell Crooks  | Noord-Ierland | 3 - 1 |
| Steve Beaton          | Engeland  | - | Bob Aldous       | Engeland      | 3 - 0 |
| Raymond van Barneveld | Nederland | - | Gary Robson      | Engeland      | 3 - 1 |
| Peter Hinkley         | Australië | - | Nick Gedney      | Engeland      | 3 - 1 |
| Ted Hankey            | Engeland  | - | Shaun Greatbatch | Engeland      | 3 - 0 |
| Matt Clark            | Engeland  | - | Steve Alker      | Wales         | 3 - 0 |
| Kevin Painter         | Engeland  | - | Andy Jenkins     | Engeland      | 3 - 0 |
| Wayne Jones           | Engeland  | - | Bob Taylor       | Schotland     | 3 - 0 |
| Andy Fordham          | Engeland  | - | Tony David       | Australië     | 3 - 0 |

#### Tweede ronde (best of 5 sets)
| John Walton   | Engeland  | - | Mervyn King           | Engeland  | 3 - 0 |
| Jez Porter    | Engeland  | - | Marko Pusa            | Finland   | 1 - 3 |
| Wayne Mardle  | Engeland  | - | Co Stompé             | Nederland | 3 - 0 |
| Martin Adams  | Engeland  | - | Ronnie Baxter         | Engeland  | 1 - 3 |
| Steve Beaton  | Engeland  | - | Raymond van Barneveld | Nederland | 2 - 3 |
| Peter Hinkley | Australië | - | Ted Hankey            | Engeland  | 0 - 3 |
| Matt Clark    | Engeland  | - | Kevin Painter         | Engeland  | 1 - 3 |
| Wayne Jones   | Engeland  | - | Andy Fordham          | Engeland  | 0 - 3 |

#### Kwartfinale (best of 9 sets)
| John Walton           | Engeland  | - | Marko Pusa    | Finland  | 5 - 0 |
| Wayne Mardle          | Engeland  | - | Ronnie Baxter | Engeland | 5 - 3 |
| Raymond van Barneveld | Nederland | - | Ted Hankey    | Engeland | 4 - 5 |
| Kevin Painter         | Engeland  | - | Andy Fordham  | Engeland | 2 - 5 |

#### Halve finale (best of 9 sets)
| John Walton | Engeland | - | Wayne Mardle | Engeland | 5 - 3 |
| Ted Hankey  | Engeland | - | Andy Fordham | Engeland | 5 - 2 |

#### Finale (best of 11 sets)
| John Walton | Engeland | - | Ted Hankey | Engeland | 6 - 2 |

### Vrouwen

#### Halve finale (best of 3 sets)
| Trina Gulliver | Engeland | - | Crissy Howat       | Engeland  | 2 - 0 |
| Mandy Solomons | Engeland | - | Francis Hoenselaar | Nederland | 2 - 1 |

#### Finale (best of 3 sets)
| Trina Gulliver | Engeland | - | Mandy Solomons | Engeland | 2 - 1 |

World Cup Darts (WDF)

1977 · 1979 · 1981 · 1983 · 1985 · 1987 · 1989 · 1991 · 1993 · 1995 · 1997 · 1999 · 2001 · 2003 · 2005 · 2007 · 2009 · 2011 · 2013 · 2015 · 2017 · 2019 · 2021 · 2023
World Darts Championship (BDO)

1978 · 1979 · 1980 · 1981 · 1982 · 1983 · 1984 · 1985 · 1986 · 1987 · 1988 · 1989 · 1990 · 1991 · 1992 · 1993 · 1994 · 1995 · 1996 · 1997 · 1998 · 1999 · 2000 · 2001 · 2002 · 2003 · 2004 · 2005 · 2006 · 2007 · 2008 · 2009 · 2010 · 2011 · 2012 · 2013 · 2014 · 2015 · 2016 · 2017 · 2018 · 2019 · 2020
World Darts Championship (PDC)

1994 · 1995 · 1996 · 1997 · 1998 · 1999 · 2000 · 2001 · 2002 · 2003 · 2004 · 2005 · 2006 · 2007 · 2008 · 2009 · 2010 · 2011 · 2012 · 2013 · 2014 · 2015 · 2016 · 2017 · 2018 · 2019 · 2020 · 2021 · 2022 · 2023 · 2024 · 2025
World Darts Championship (WDF)

2022 · 2023 · 2024
World Seniors Darts Championship (WSDT)

2022 · 2023 · 2024 · 2025